# Els Verds (Confederació Ecologista de Catalunya)
Els Verds (Confederació Ecologista de Catalunya) fou una organització que es va fundar el 1993, al Congrés d'Unitat fet a Terrassa el 24 d'abril de 1993, amb la voluntat de crear un únic referent polític verd, per la unió de 4 organitzacions:
- Alternativa Verda (Moviment Ecologista de Catalunya).
- Moviment d'Esquerra Nacionalista-Ecologistes de Catalunya.
- Els Verds, confederats amb Los Verdes.
- Alternativa Ecologista de Catalunya, finalment aquesta organització va restar fora l'acord i va romandre com a organització separada.

## Història
Abans de les eleccions municipals de 1995, els representants legals de Els Verds (Confederació Ecologista de Catalunya), signaren un acord amb Iniciativa per Catalunya i el Partit dels Comunistes de Catalunya per formar la coalició Iniciativa per Catalunya-Els Verds, obtenint en les següents cites electorals una presència institucional destacable, amb una diputada al Parlament de Catalunya (Maria Olivares) i alguns regidors a ciutats com Barcelona (Josep Puig) i l'Hospitalet de Llobregat (Joan Oms).
Ara bé, l'acord amb Iniciativa per Catalunya suposava que aquesta podia utilitzar el nom de la coalició (incloent "Els Verds") a tots els municipis on es presentava, encara que no hi hagués acord amb l'assemblea local d'Els Verds. Això va suposar que s'intentés impugnar algunes candidatures i, finalment, moltes poblacions (Terrassa, Sabadell, Granollers, Les Franqueses, entre altres) on hi havia assemblees locals actives no van poder presentar-se a les eleccions i IC va presentar-se fent servir el nom d'Els Verds. Aquest va suposar el primer trencament important d'EV(CEC).
Després de l'escissió a IC el 1997, el 1998 Iniciativa per Catalunya i EV (CEC) exploren la possibilitat d'estrènyer lligams. El desacord profund sobre aquesta qüestió i d'altres genera una crisi a EV (CEC) que esclata en l'assemblea del març del 1998, que acaba amb la divisió del partit i la consegüent fi del projecte unitari, formant-se diversos partits com Els Verds - Opció Verda, Els Verds - Esquerra ecologista, Els Verds - Alternativa Verda i Els Verds - Ecopacifistes.
Els Verds (Confederació Ecologista de Catalunya) varen trencar relacions amb Iniciativa per Catalunya, tot presentant-se en coalició amb Esquerra Republicana de Catalunya (ERC) a les eleccions municipals i europees de 1999, amb sectors d'Alternativa Ecologista a les eleccions al Parlament de Catalunya a la tardor del mateix 1999 i, amb Esquerra Unida i Alternativa a les eleccions espanyoles del 2000.
Després que els perdedors de l'assemblea de 1998 n'impugnessin el resultat, els jutjats els varen donar la raó el 2001 i això suposà la fi d'Els Verds (CEC).